# Mana, Guyane thuộc Pháp
Mana, Guyane thuộc Pháp một commune của vùng hành chính hải ngoại Guyane thuộc Pháp của nước Pháp.